# Ninetis subtilissima
Ninetis subtilissima is een spinnensoort uit de familie trilspinnen (Pholcidae). De soort komt voor in Jemen en is de typesoort van het geslacht Ninetis.